# Kopftuch

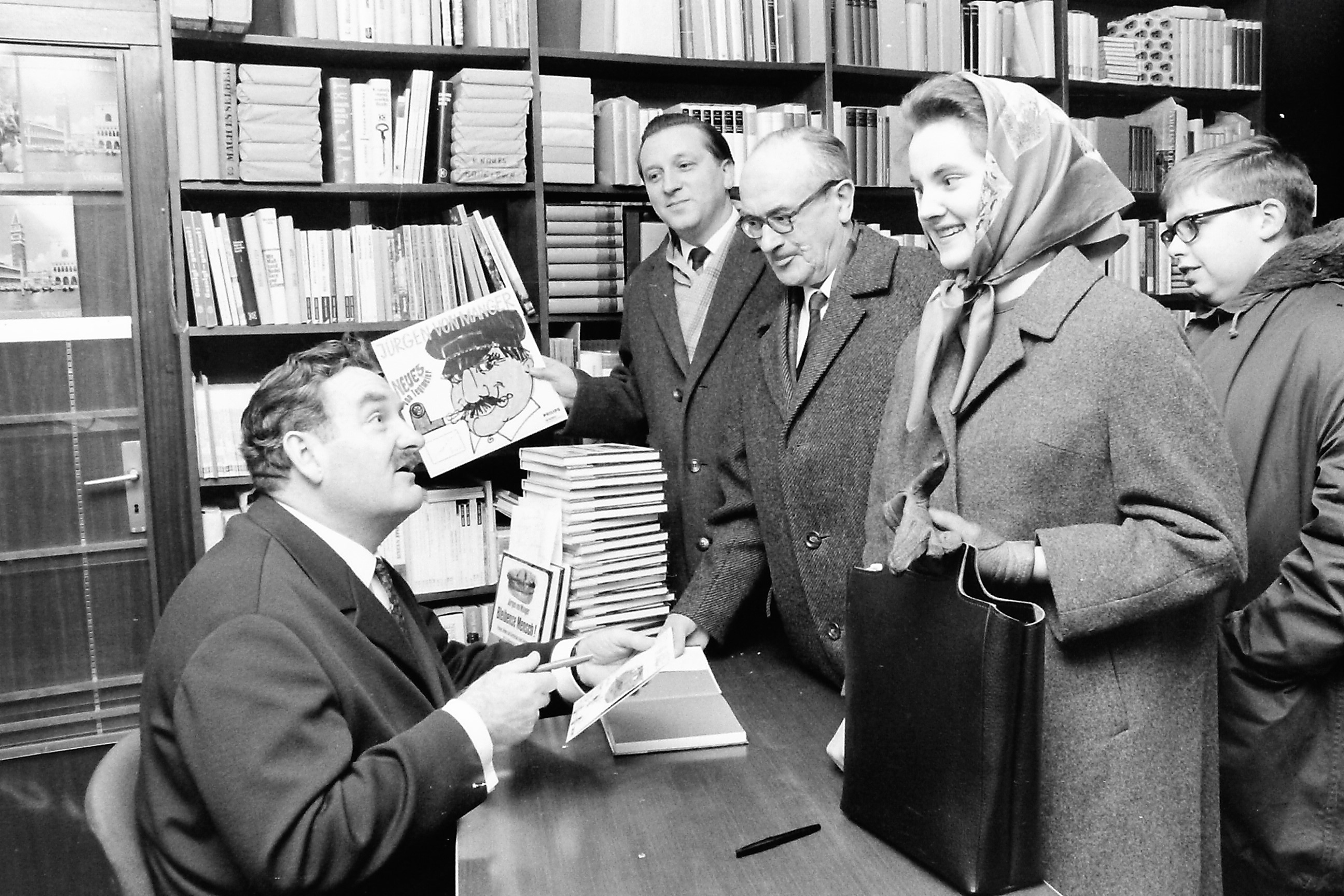
Frau mit Kopftuch bei einer Signierstunde Jürgen von Mangers in Krefeld (1967)

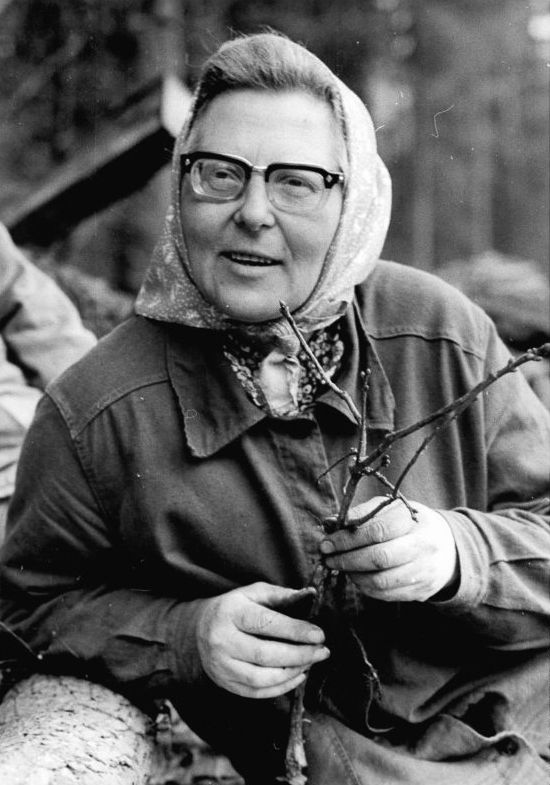
Forstarbeiterin in Güstrow (1982)

Ein Kopftuch ist ein meist dreieckiges oder zu einem Dreieck gefaltetes Stück Stoff, mit dem der Kopf bedeckt wird. Es kann auf verschiedene Arten getragen werden, meist unter dem Kinn oder im Nacken verknotet, aber auch lose hängend oder in anderen Varianten. Für das Tragen eines Kopftuches gibt es vielfältige Gründe: vor allem praktische, kulturelle und religiöse Gründe, aber auch modische Gründe.

## Gründe für das Tragen eines Kopftuchs
Kopftücher werden hauptsächlich aus praktischen, kulturellen oder religiösen Gründen getragen. Zu den praktischen Gründen gehört der Schutz vor der Witterung (Kälte, Hitze, Wind, Sonne) und der Schutz vor Verschmutzung, zum Beispiel in staubigen Umgebungen. Ein Kopftuch kann dafür sorgen, dass die Haare bei der Arbeit nicht stören. Teilweise sind geeignete Kopfbedeckungen als Arbeitsschutz vorgeschrieben. Beispielsweise muss verhindert werden, dass lange Haare in rotierende Teile von Maschinen geraten können, entweder durch eine geeignete Kopfbedeckung (Mütze, Haarnetz oder Kopftuch) oder durch Aufstecken der Haare. Hygienische Gründe erfordern das Tragen einer Kopfbedeckung zum Beispiel in Küchen und Krankenhäusern. Auch religiöse Vorschriften und Gebräuche sind des Öfteren der Grund für das Tragen eines Kopftuches bei Frauen (siehe Schleier).
Kulturell unterlag die Bedeutung des Kopftuchs beziehungsweise des Schleiers in allen Teilen der Welt einem Wandel. Zu vielen Frauentrachten gehört ein Kopftuch. In Westeuropa trugen bis in die zweite Hälfte des zwanzigsten Jahrhunderts viele Frauen das Kopftuch aus Tradition, in anderen europäischen Ländern blieb die Tradition bis in die Gegenwart erhalten. Frauen aus dem indischen Raum tragen oft einen Sari und bedecken die Haare mit einem langen Stück Stoff. Ein Kopftuch kann als Zierde oder modisches Accessoire dienen. Das Kopftuch kann auch als Teil der Identität der Träger und Trägerinnen gelten und die Zugehörigkeit zu einer gesellschaftlichen Gruppe ausdrücken. Ähnliches ist von den männlichen Sikhs und dem Tragen des Turbans bekannt.

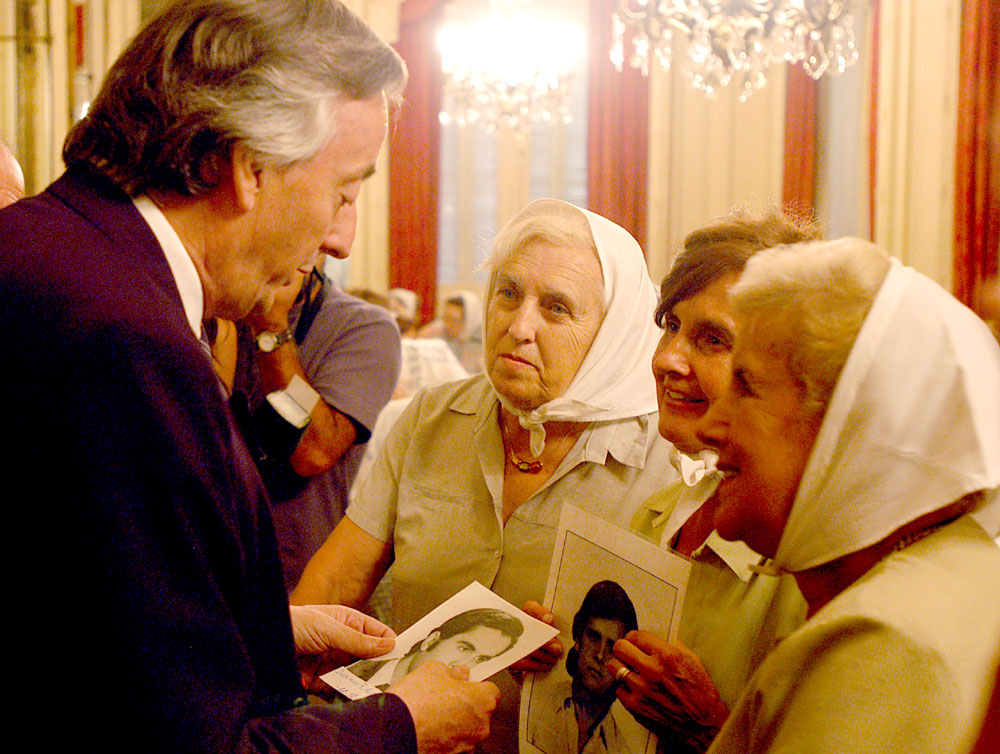
Das weiße Kopftuch der Madres de Plaza de Mayo bei einer Audienz beim argentinischen Präsidenten Néstor Kirchner (2005)

Das Kopftuch kann auch eine weltanschauliche oder politische Überzeugung ausdrücken. Ein Beispiel hierfür sind die Madres de Plaza de Mayo, die durch das Tragen weißer Kopftücher bei ihren Protestaktionen besondere Aufmerksamkeit erlangten.

## Kopftücher für Frauen

### Das Kopftuch in der westlichen Welt

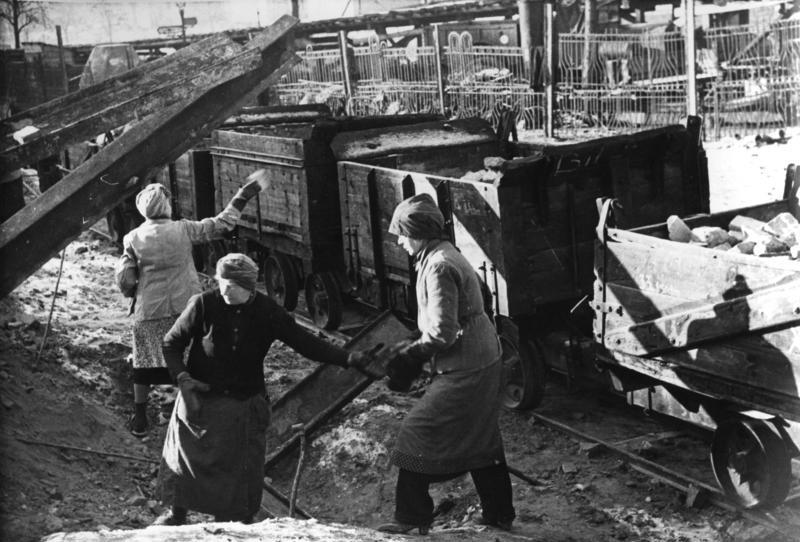
Trümmerfrauen mit Kopftuch, Berlin, 1946

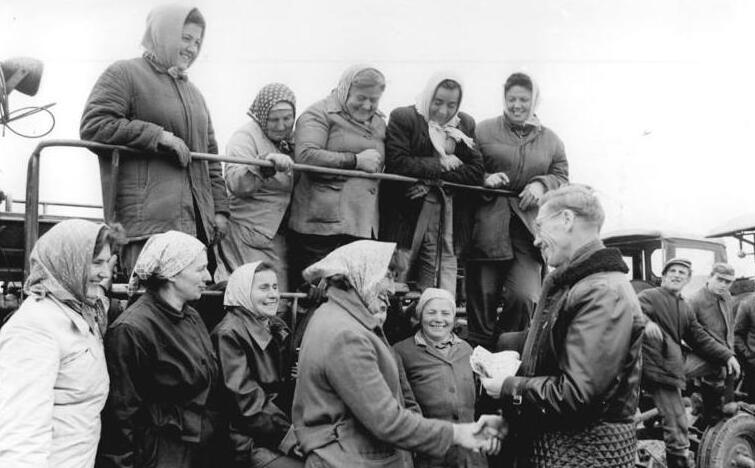
Das Kopftuch als Teil der Arbeitsschutzbekleidung, Strehla 1966

Das Tragen von Kopftüchern war in Europa vor allem in den ländlichen Gebieten bis in die 1980er Jahre üblich. Besonders verbreitet war das Tragen eines Kopftuches in der Nachkriegszeit bei Trümmerfrauen, um die Haare vor Schmutz zu schützen.
Eine Renaissance erlebte das Kopftuch in Filmen der 1950er- und 1960er-Jahre, vor allem mit Audrey Hepburn und Grace Kelly (unter anderem in Frühstück bei Tiffany und Über den Dächern von Nizza), deren Name heute auch mit einer bestimmten Trageweise (unter dem Kinn gekreuzt und dann im Nacken verknotet) verknüpft ist. Königin Elisabeth II., die häufig ein Kopftuch trug, wurde unter anderem deswegen von der britischen Vogue schon positiv erwähnt.

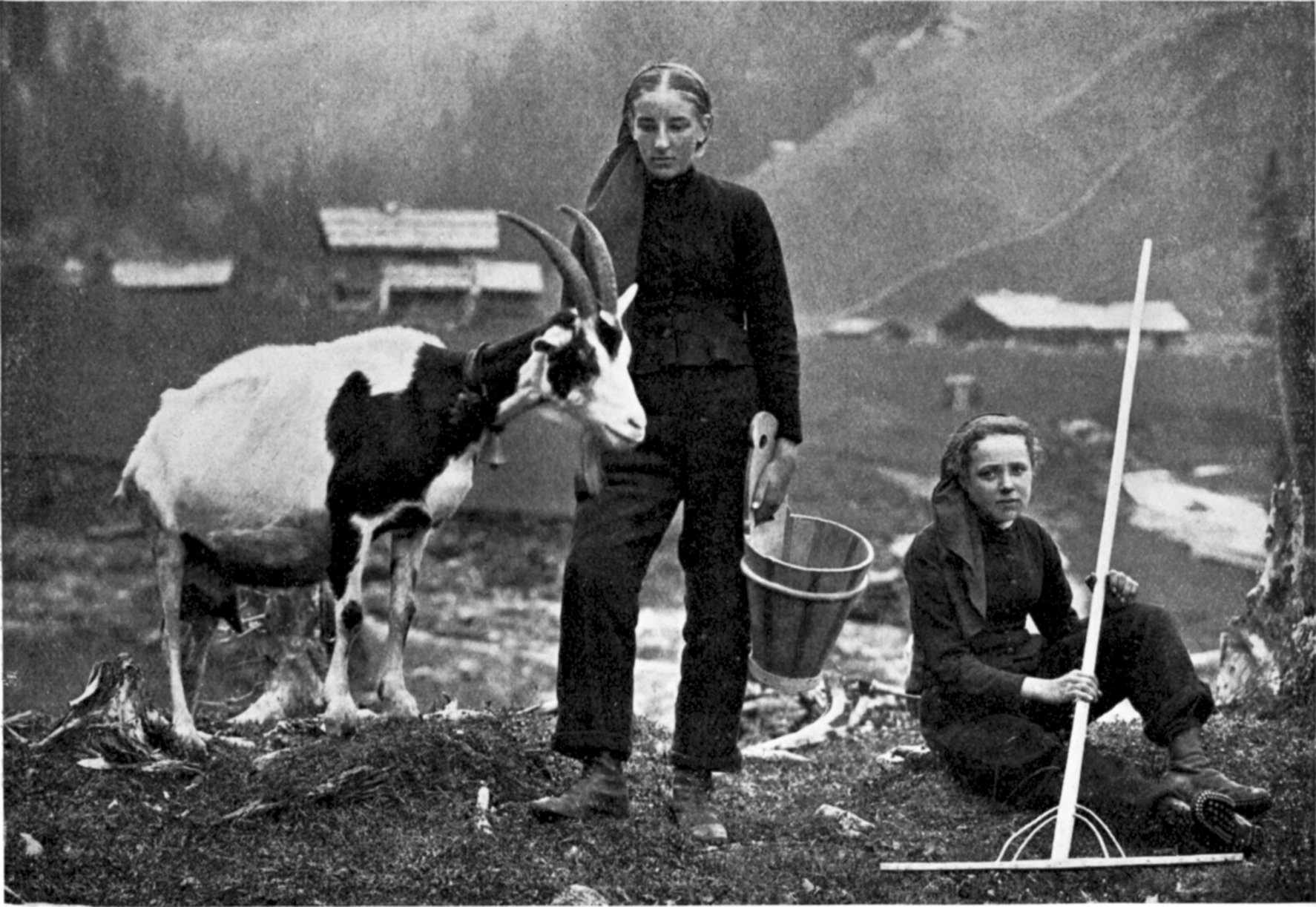
Das von den Frauen der Region um Champéry traditionell getragene, scharlachrote Kopftuch (1912)

Die Nutzung des Kopftuches ging zuerst in den Städten und später auch im ländlichen Raum zurück; es wurde überwiegend von anderen Kleidungsstücken wie Hüten oder Mützen weitgehend verdrängt. Oft ist es heute aber auch allgemein üblich, gar keine Kopfbedeckung zu tragen. Ingrid Loscheck stellt fest, dass „nach etwa 1960 Kopfbedeckungen bei beiden Geschlechtern außer Gebrauch kamen“.

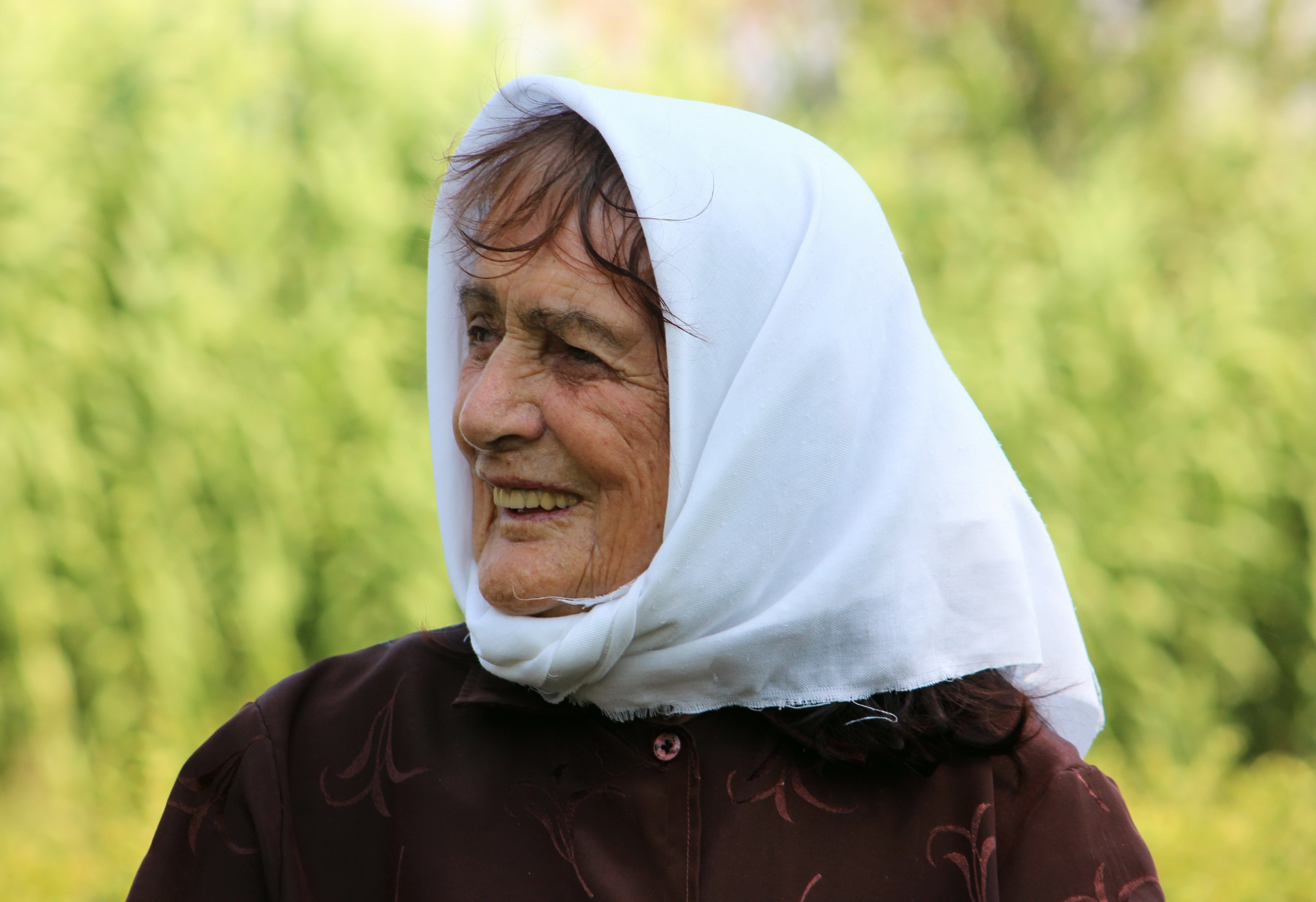
Frau in Albanien mit weißem Kopftuch (2012)

Üblich ist das Kopftuch in vielen ost-, mittel- und südeuropäischen Ländern. Dort wird es regelmäßig beim Gottesdienst, aber vielfach auch im Alltag getragen.

### Kopftuch und Religion

#### Judentum
Im orthodoxen Judentum ist es für verheiratete Frauen Brauch, im Rahmen der Zniut („Sittsamkeit“) ihr Haar zu bedecken. Das hierbei oft getragene Kopftuch wird Tichel oder Mitpachat genannt. Es weist die Trägerin als verheiratete Frau aus. Bereits der Tanach berichtet von einer Verschleierung der Frauen. So verschleiert sich Rebekka, die zukünftige Frau Isaaks:

„Rebekka blickte auf und sah Isaak. Sie ließ sich vom Kamel herunter und fragte den Knecht: Wer ist der Mann dort, der uns auf dem Feld entgegenkommt? Der Knecht erwiderte: Das ist mein Herr. Da nahm sie den Schleier und verhüllte sich.“

#### Christentum

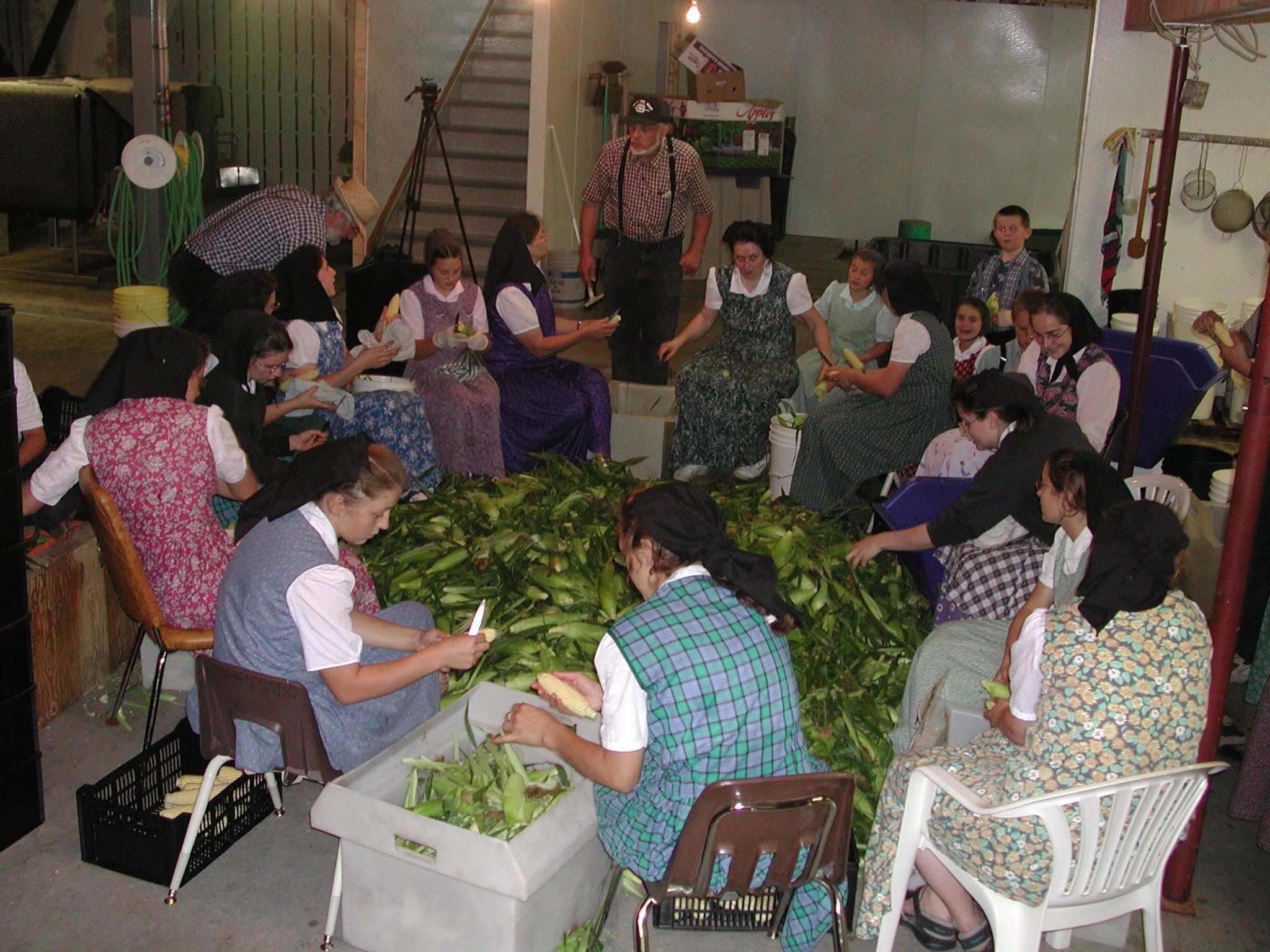
Hutterinnen bei der Arbeit

Im Christentum wird das Kopftuch in der Gegenwart hauptsächlich von Frauen der orthodoxen Kirchen, der Brüderbewegung und in einigen mennonitischen bzw. täuferischen Gemeinschaften, wie etwa den Hutterern, getragen. Dabei sind für die Kopftücher der Frauen der hutterischen Schmiedeleut weiße Polkatupfen auf schwarzem Grund vorgeschrieben, wodurch sie besonders leicht zu erkennen sind.
Zur Ordenstracht der Schwestern einiger neuerer Kongregationen, etwa der Kleinen Schwestern Jesu und der Kleinen Schwestern vom Lamm, gehört ein Schleier, der einem Kopftuch ähnelt.
Das aus der Bibel abgeleitete Gebot das Haupt bedecken zu sollen, wird in einigen Ost- und Südeuropäischen Kirchen als Kopftuchgebot im religiös-öffentlichen Raum praktiziert. Auch in vereinzelten Brüdergemeinden, in der römisch-katholischen und der orthodoxen Kirche, in Pfingstgemeinden, Norweger-Gemeinden, calvinistischen Gemeinden in den Niederlanden und Schottland und in den Gemeinden der baptistischen Aussiedler aus der ehemaligen Sowjetunion bedecken viele Frauen ihren Kopf beim Gebet und beziehen sich hierbei auf ein Zitat des Apostel Paulus:

„Eine Frau aber entehrt ihr Haupt, wenn sie betet oder prophetisch redet und dabei ihr Haupt nicht verhüllt. Sie unterscheidet sich dann in keiner Weise von einer Geschorenen.“

Gleichzeitig kann bei Paulus das Tragen von langen Haaren als Aquivalenz zur Verschleierung interpretiert werden.
Lehrt euch nicht schon die Natur, dass es für den Mann eine Schande, für die Frau aber eine Ehre ist, lange Haare zu tragen? Denn der Frau ist das Haar als Hülle gegeben. Wenn aber einer meint, er müsse darüber streiten: Wir und auch die Gemeinden Gottes kennen einen solchen Brauch nicht. – Bibel, Einheitsübersetzung: 1.Korinther 11,14-16 

#### Islam

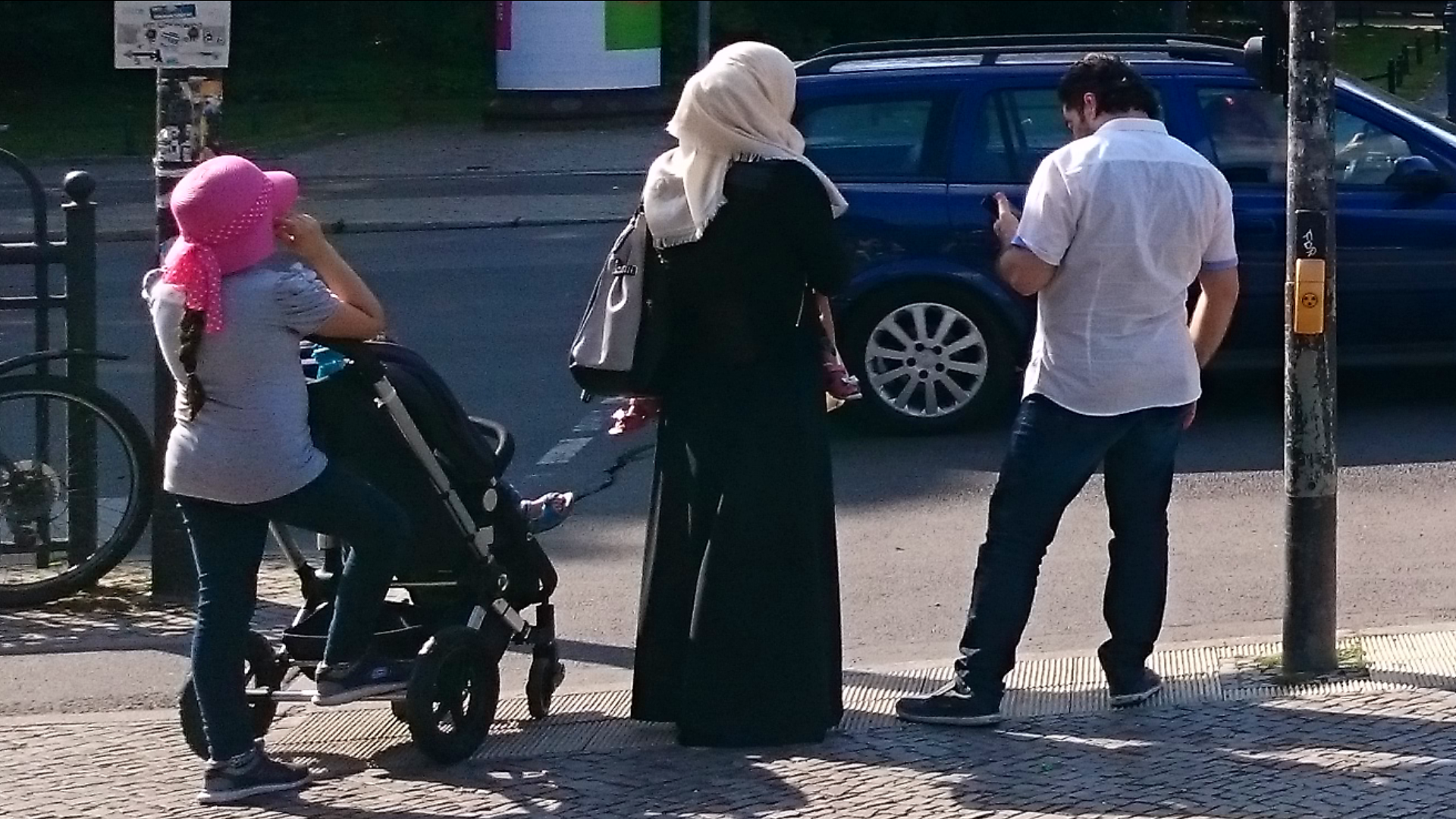
Muslima mit Kopftuch und ʿAbāya in Berlin.

Drei Verse im Koran befassen sich mit Kleidungsvorschriften für Frauen. Von diesen bezieht sich einer nur auf die Frauen Mohammeds (33,53), ein zweiter auf diese und die muslimischen Frauen (33,59) und ein dritter auf die muslimischen Frauen und Männer (24,30-31). Alle drei wurden in den Jahren 626 bis 627, als Mohammed bereits als politischer Führer in Medina lebte, verkündet. In den Versen wird nicht erwähnt, dass die Frau sich das Haar zu bedecken oder etwa das Gesicht zu verhüllen habe. Das Kopftuch ergibt sich daher nicht aus dem Koran, sondern erklärt sich aus regionaler Kultur und Tradition. Auch finden sich Überlieferungen des Propheten Mohammed (Hadithe), die sich zur Bedeckung von Frauen äußern. Wie sie interpretiert werden und welchen Stellenwert sie haben, hängt vom Gläubigen ab.
Im „Westen“ und auch von liberalen Moslems wird das islamisch motivierte Kopftuch oft kritisch gesehen. Es wird als Symbol des islamischen Patriarchats, als Druckmittel gegen Frauen oder auch als „Symbol der Geschlechter-Apartheid“ abgelehnt.
Der Europäische Gerichtshof für Menschenrechte in Straßburg hat in einem Grundsatz-Urteil vom Mai 2004 die Frage geklärt, ob das Tragen eines Kopftuches ein Grundrecht der Muslime in Europa sei. Das Urteil begründet die Abweisung der Klage – es wurde nicht nur entschieden, dass dieses Grundrecht nicht existiert, sondern darüber hinaus auch befunden, dass ein Kopftuchverbot sogar zulässig sei, also keine Verletzung der Menschenrechte darstelle. Bereits im Jahr 2001 hat der nämliche Gerichtshof die Klage einer Kopftuch tragenden muslimischen Lehrerin aus der Schweiz zurückgewiesen, der unter Hinweis auf die laizistische Verfassung des Kantons Genf die Fortsetzung ihrer Lehrtätigkeit mit Kopftuch verboten worden war.
Im Islam gibt es für Frauen sehr verschiedene Gründe, ein Kopftuch zu tragen: Gepflogenheit, religiöses Selbstverständnis, individueller Selbstausdruck (Kopftuch als Accessoire), Vorschrift (z. B. aufgrund von Gesetzen in einigen islamischen Ländern), Druck aus dem sozialen Umfeld, Symbol der Gruppenzugehörigkeit, und (in seltenen Fällen) Ausdruck des Protestes.
Bei der Diskussion über das islamische Kopftuch wird in der Regel nicht unterschieden zwischen dem Kopftuch im üblichen Sinn, das noch einen Teil der Frisur sichtbar lässt, und der weitergehenden Version, die mit einem Tuch über der Stirn auch alle Haare bedeckt.

##### Koranismus
Koranisten lehnen das Kopftuch und andere Verschleierungsformen als unkoranisch und unislamisch ab. In keinem einzigen Satz wird den Frauen auferlegt, ihren Kopf oder gar ihren Körper zu verhüllen.

## Kopftücher für Männer

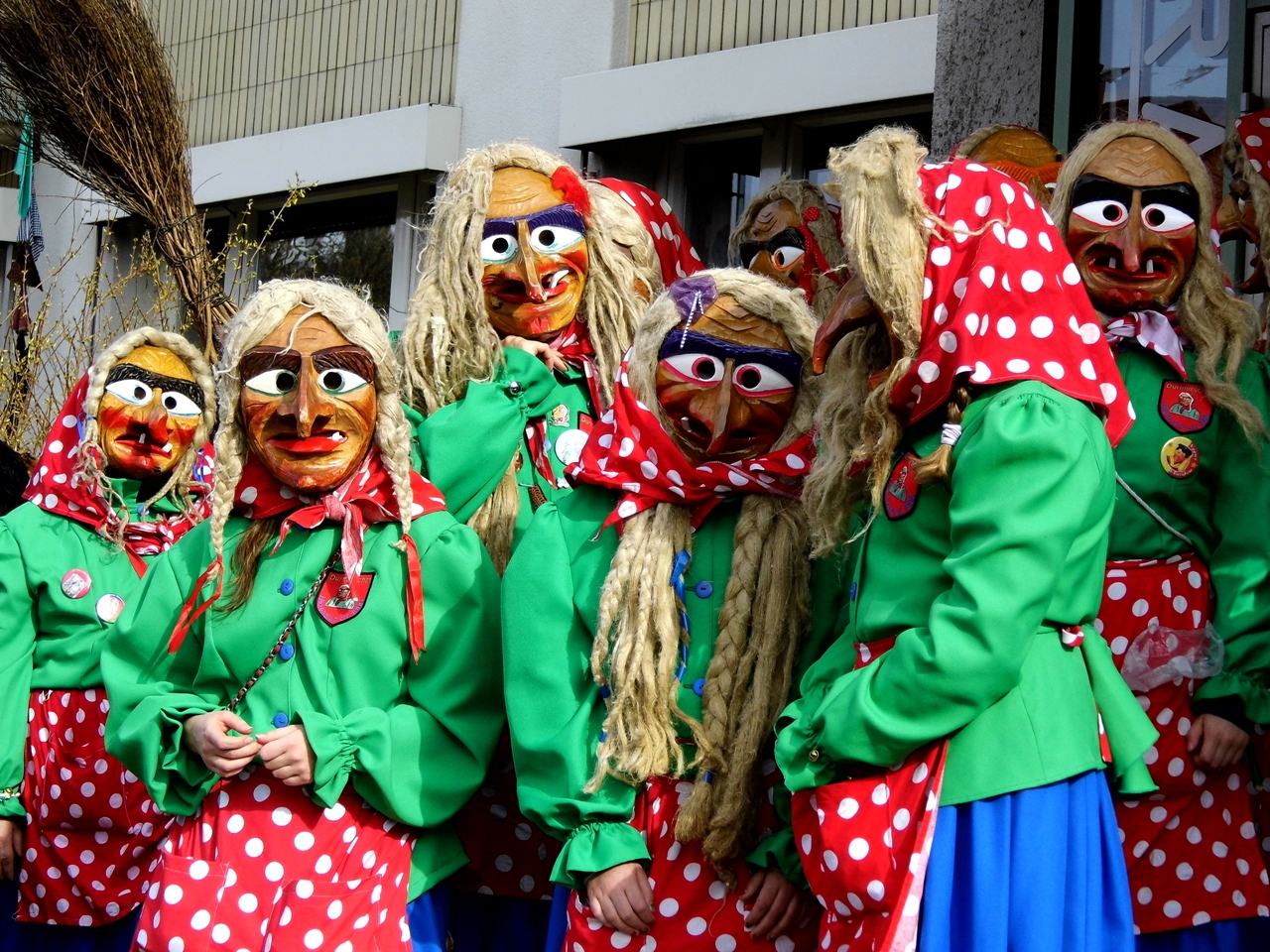
Hexen mit Kopftüchern bei der schwäbisch-alemannischen Fastnacht

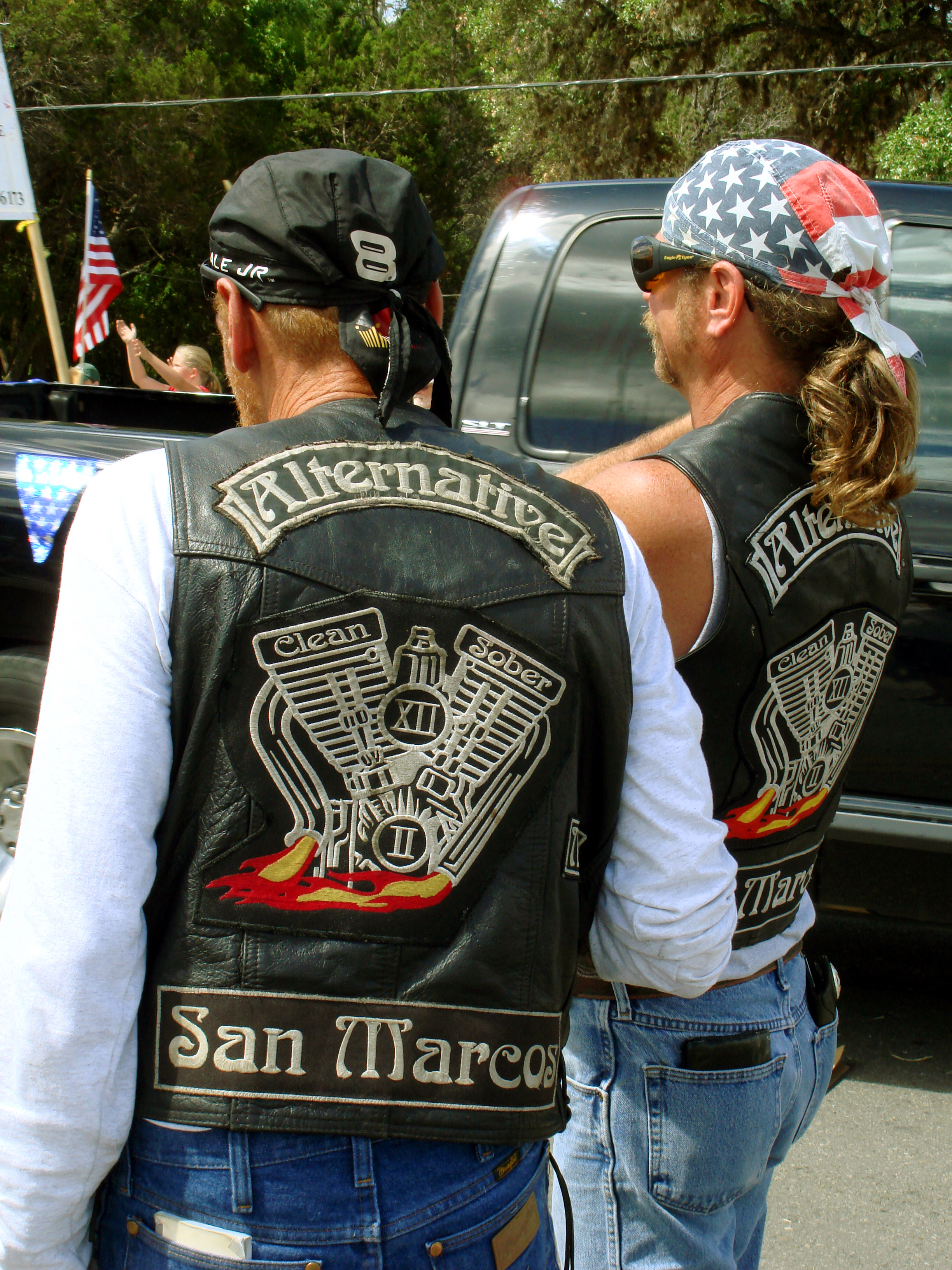
Rocker tragen oft ein Kopftuch, das zum Beispiel die Zugehörigkeit zu einem Club signalisieren kann

In westlichen Ländern ist das Kopftuch für Männer traditionell als Kopfbedeckung von Piraten überliefert, wobei allerdings nicht gesichert ist, was daran Tatsache und was Legende ist.
In der schwäbisch-alemannischen Fastnacht gehört ein Kopftuch zur traditionellen Kostümierung vieler Narren, insbesondere der Hexenzünfte bei den Umzügen.
Gegenwärtig findet sich bei Männern gelegentlich das Bandana (von Hindi bandhana, „binden“) als Teil von Outdoor-Bekleidung. Ein Bandana ist kleiner als ein „normales“ Kopftuch (meist nur 50 bis 60 Zentimeter Kantenlänge) und wird in der Art eines Piraten-Kopftuchs getragen. Es kann als modisches Accessoire oder als Schutz vor Sonnenstrahlung dienen. Mit einem Bandana kann auch eine bestimmte Gruppenzugehörigkeit ausgedrückt werden.
Im arabischen Raum tragen Männer als übliche Kopfbedeckungen die Kufiya, oft rotweiß oder schwarzweiß gemustert oder einfarbig. Im Zuge des Nahostkonfliktes hat sich die Kufiya zu einem Symbol für die gegen Israel kämpfenden Palästinenser entwickelt, so dass es im deutschsprachigen Raum vielfach als „Palästinensertuch“ bekannt wurde. In Oman wird ein Tuch um den Kopf in einer besonderen Technik gewickelt, die an einen Turban erinnert.
Die Männer der Saharavölker, wie der Tuareg, Peul, Tukulor und Mauretanier, bedecken den Kopf zum Schutz vor Sonne, Wind und Sand mit einem Tuch, meist in einer an den Turban erinnernden Form. Der Tagelmust der Tuareg wird auf Französisch auch Chèche genannt. Er besteht aus einer rechteckigen Stoffbahn aus Baumwolle, die zwischen vier und zehn Meter lang ist. Er bedeckt das Gesicht des Mannes, nur die Augen bleiben frei.

## Trivia
Eine der ersten Frauenfußballmannschaften (1967 in Hamburg) nannte sich „Eintracht Kopftuch“.